# Костянтинівка (Уманський район)
Костянтинівка — селище в Україні, в Баштечківській сільській громаді Уманського району Черкаської області. Розташоване за 25 км на південний схід від міста Жашків. Населення становить 55 осіб (станом на 1 січня 2021 р.).

## Історія
Село Костянтинівка виникло у XVIII столітті як місце висилки непокірних кріпосних селян села Вороного. Першого непокірного кріпосного звали Костянтином, звідси й назва села.
Село постраждало внаслідок геноциду українського народу, проведеного окупаційним урядом СРСР 1932-1933 років.

## Населення
Населення за даними перепису 2001 року становило 76 осіб.

### Мовний склад
Рідна мова населення за даними перепису 2001 року:
| Мова       | Чисельність, осіб | Доля     |
| ---------- | ----------------- | -------- |
| Українська | 71                | 93,42 %  |
| Російська  | 4                 | 5,26 %   |
| Інше       | 1                 | 1,32 %   |
| Разом      | 76                | 100,00 % |

## Галерея

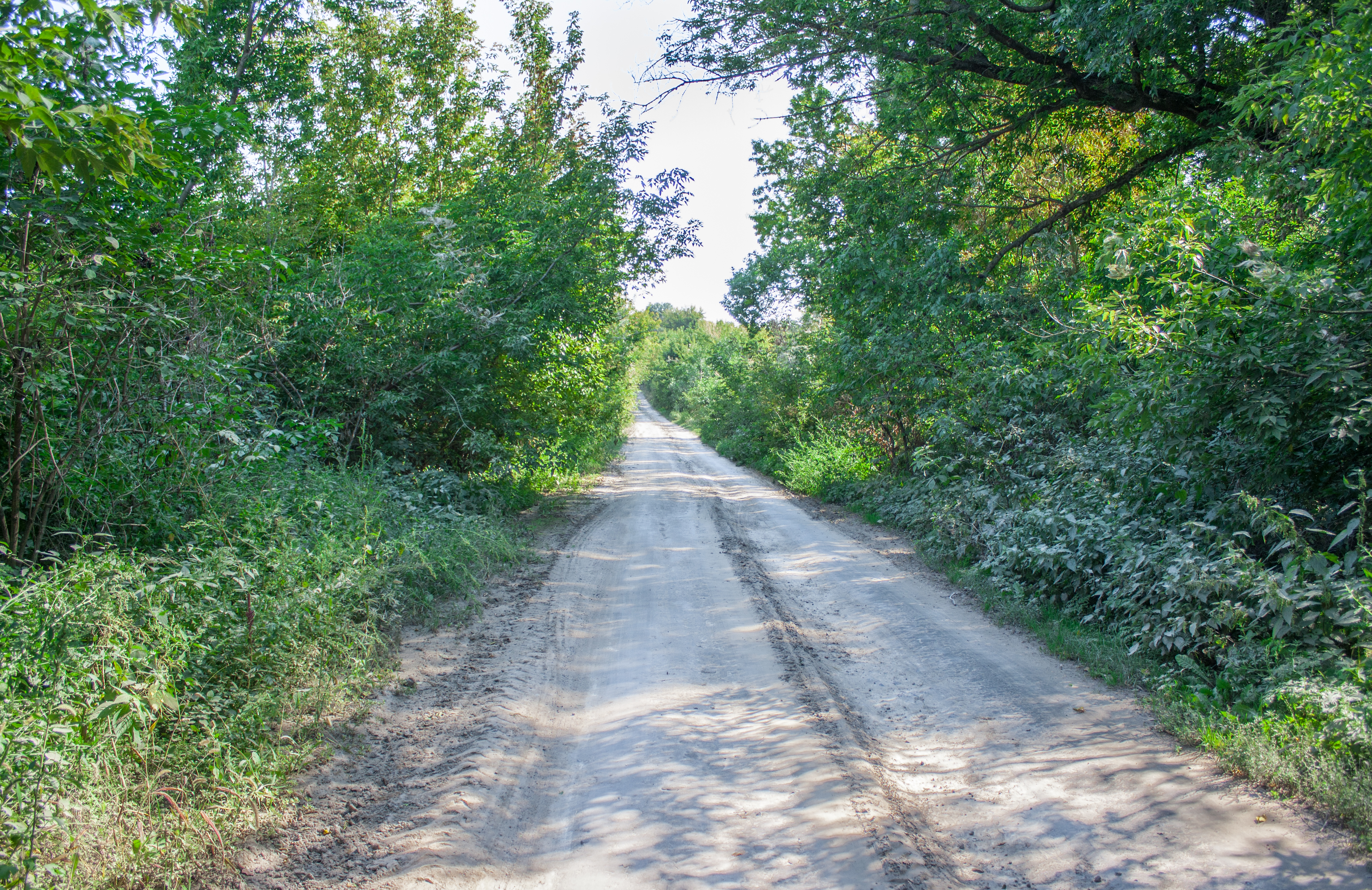
В'їзд у село
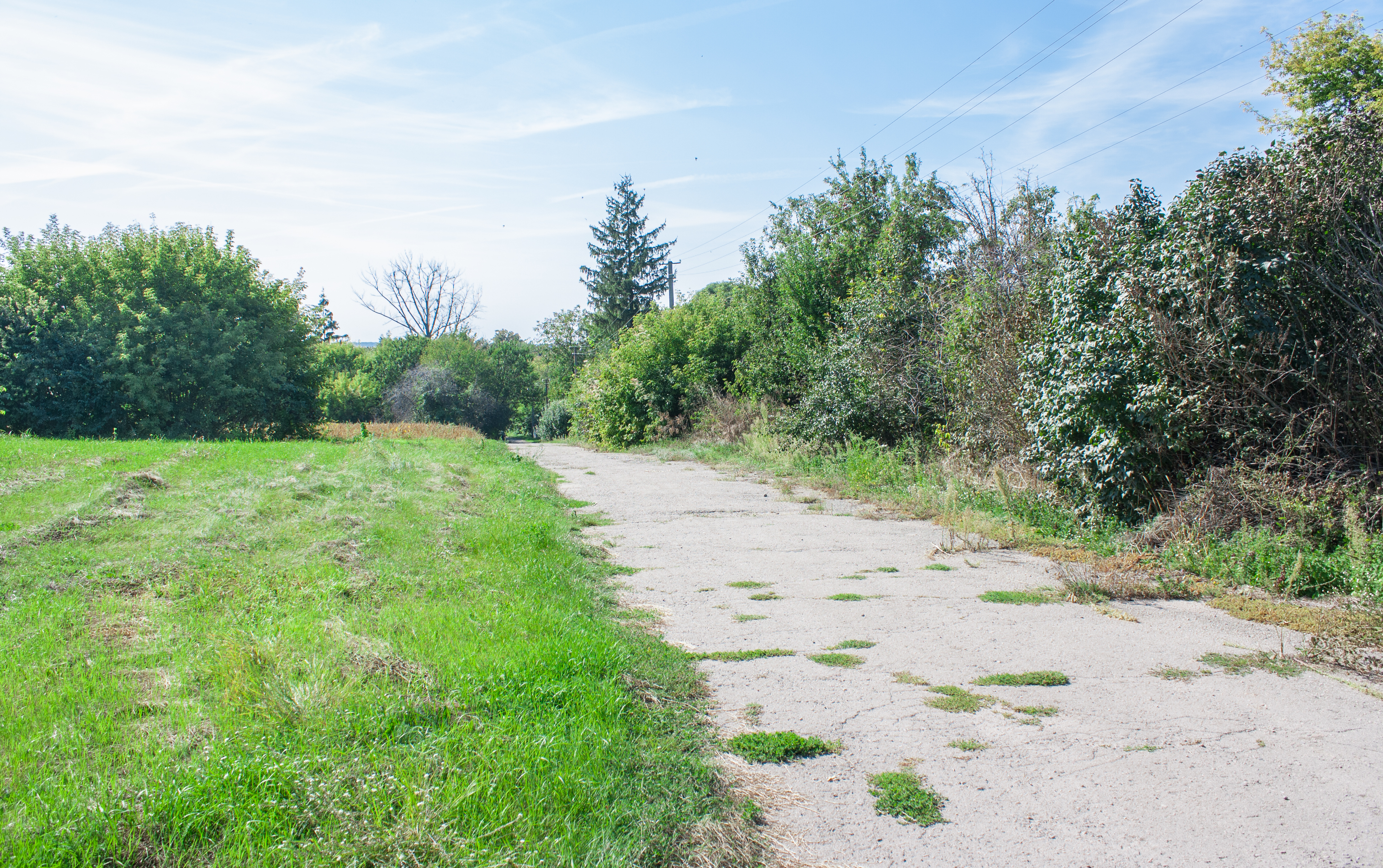
Вулиця
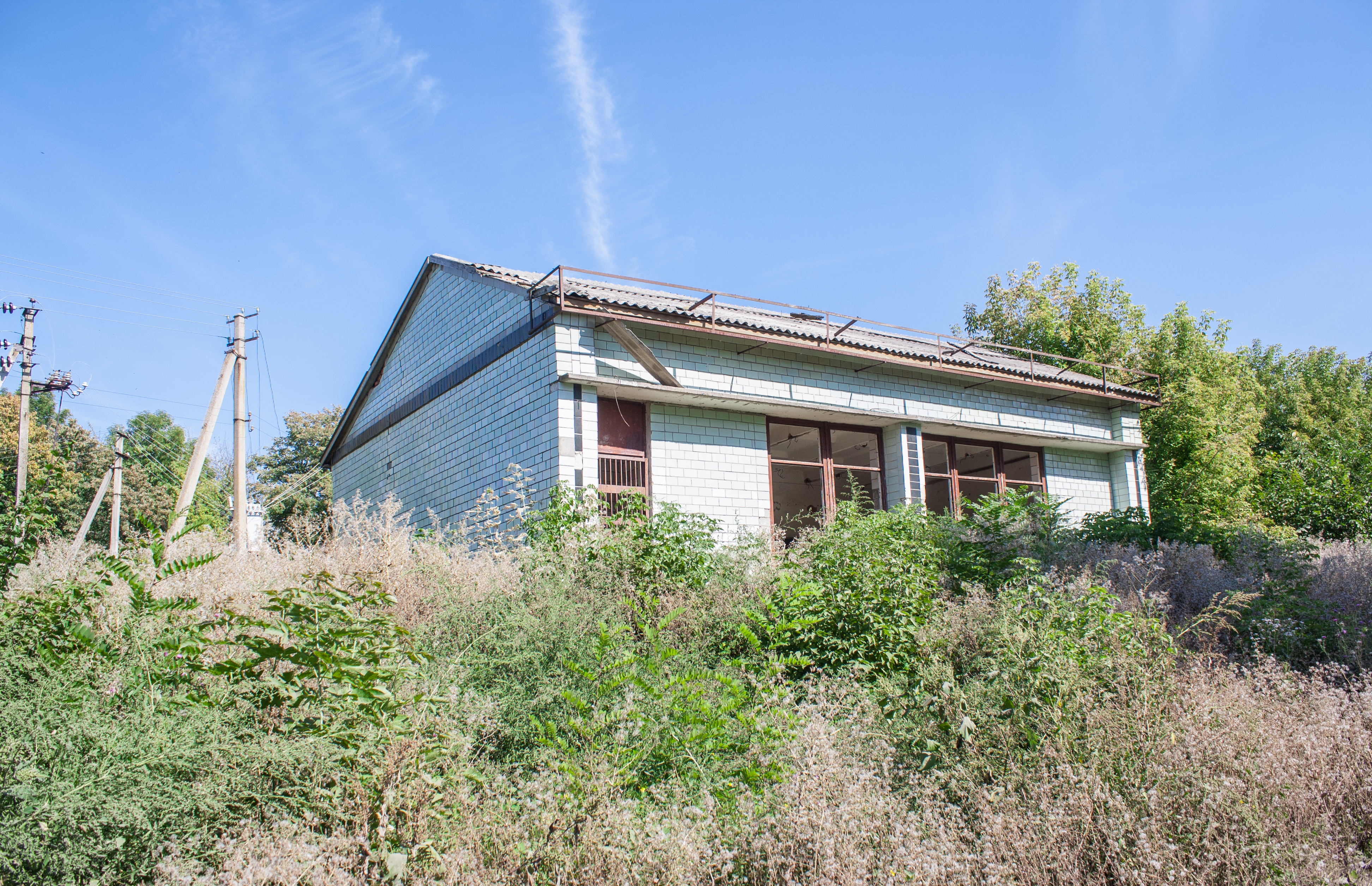
Колишній магазин
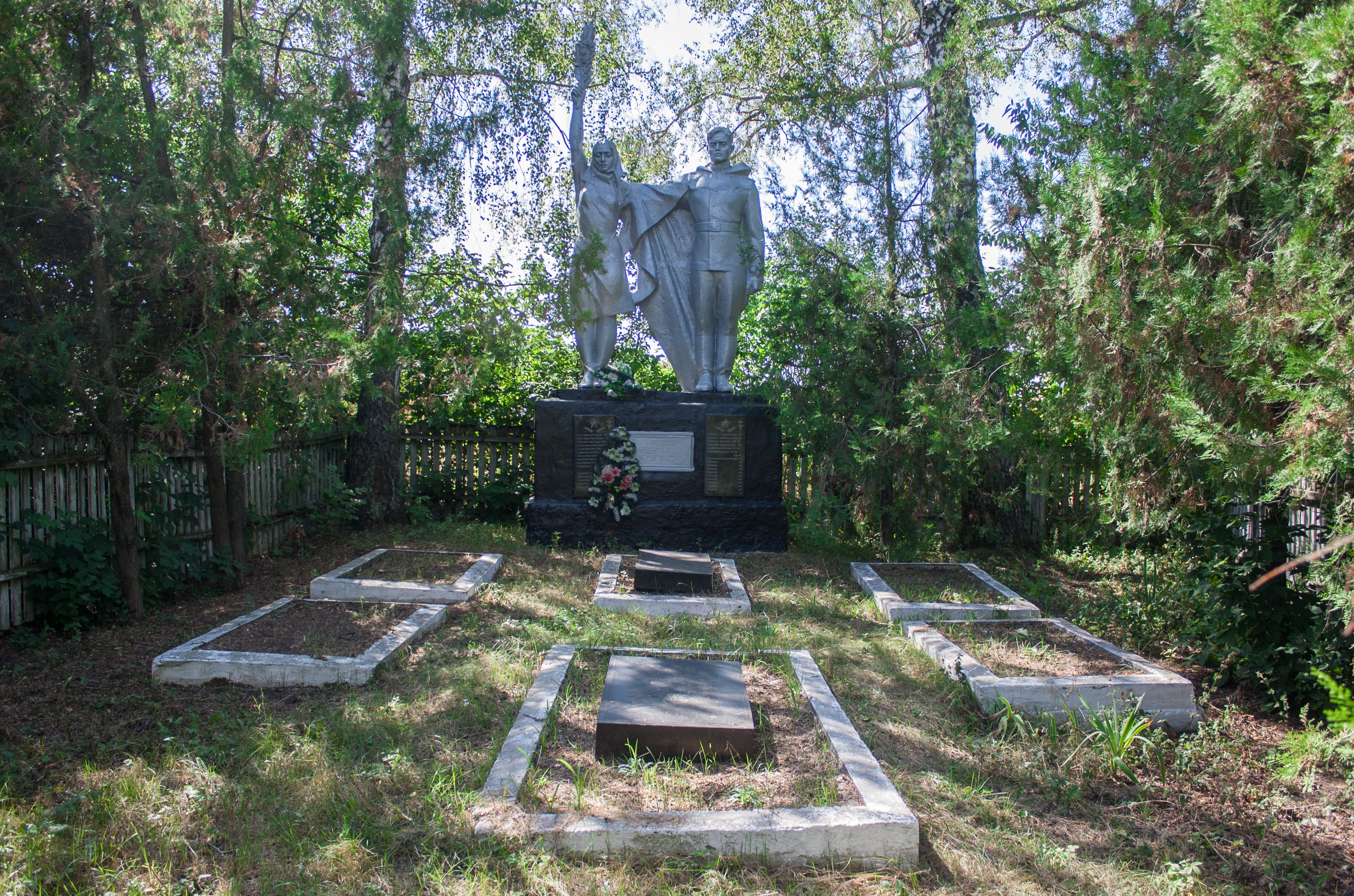
Братська могила радянських воїнів